# Городокский сельсовет (Красноярский край)
Городокский сельсовет — сельское поселение в Минусинском районе Красноярского края.
Административный центр — село Городок.

## Население
| 2010 | 2012  | 2013  | 2014  | 2015  | 2016  | 2017  |
| ---- | ----- | ----- | ----- | ----- | ----- | ----- |
| 2634 | ↘2628 | ↘2544 | ↘2521 | ↘2477 | ↗2488 | ↗2496 |

## Состав сельского поселения
В состав сельского поселения входят 2 населённых пункта:
| № | Населённый пункт | Тип населённого пункта      | Население |
| - | ---------------- | --------------------------- | --------- |
| 1 | Городок          | село административный центр | 2127      |
| 2 | Николо-Петровка  | село,                       | 507       |